# Filialkirche Maria in den Auen

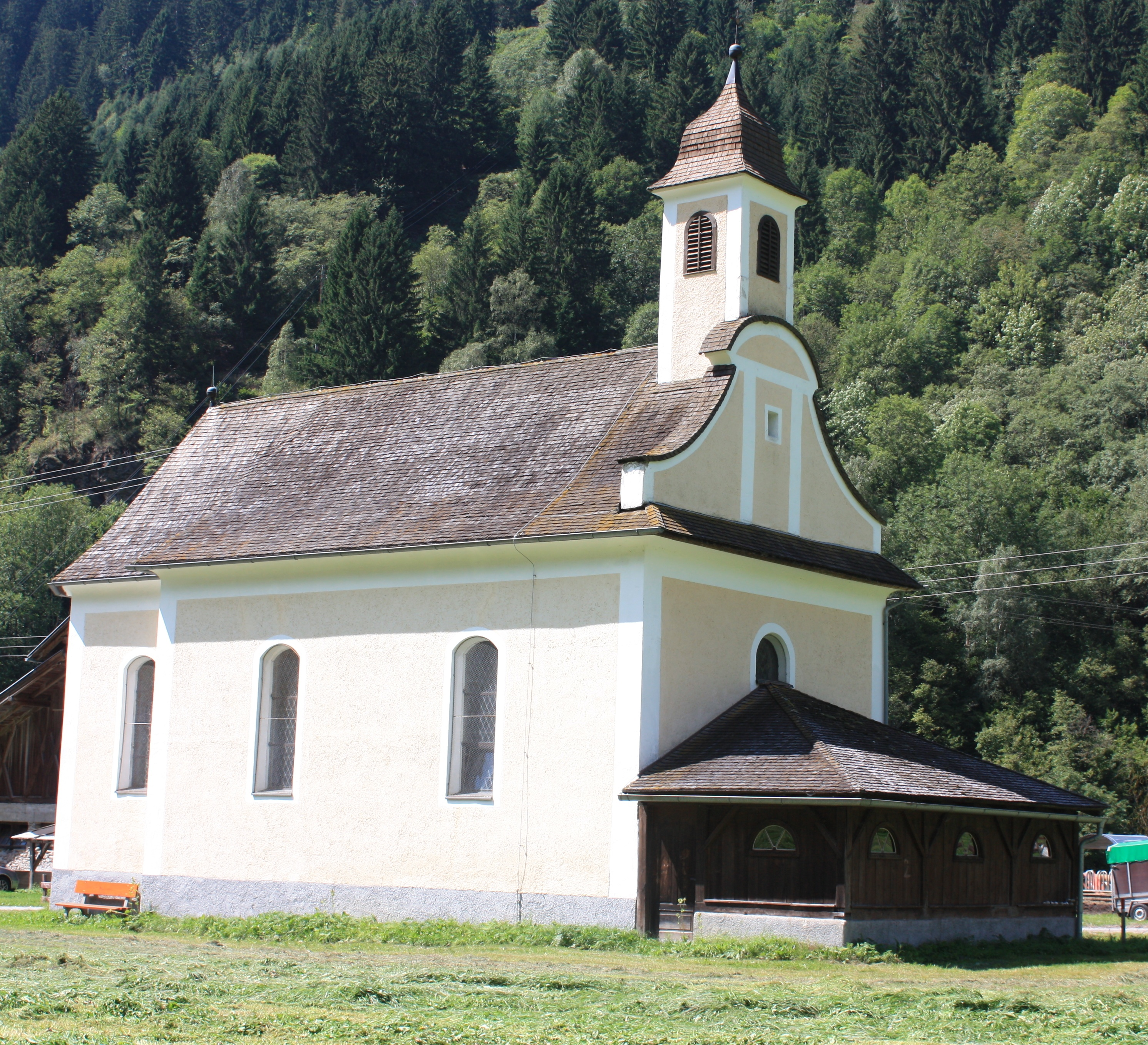

Die Filialkirche Maria in den Auen, nahe der Möll in der Ortschaft Auen in der Gemeinde Mörtschach, ist Maria Hilf geweiht und gehört zur römisch-katholischen Pfarre Mörtschach.

## Beschreibung
Die Kirche wurde 1806 errichtet. Sie ist ein kleiner Bau mit einem zweiachsigen Langhaus, mit einem Giebeltürmchen und Glockendach hinter dem geschwungenen Giebel der Westfassade. Sie hat einen abgesetzten Chor. Über dem Innenraum wölbt sich eine Flachtonne mit Stichkappen.
Die Malereien im Gewölbe stellen Maria, Hilfe der Christen, umgeben von den vier Evangelisten, dar. Das Glasfenster mit der Abbildung der heiligen Barbara entstand 1908.
Der um 1900 gefertigte Hauptaltar mit neobarockem Säulenretabel birgt in der Mittelnische eine barocke Gnadenmadonna, flankiert von den spätbarocken Statuen der Heiligen Joachim und Anna. Das Aufsatzbild vom Anfang des 19. Jahrhunderts zeigt Gottvater.
Der um 1900 entstandene, seitliche Säulenretabelaltar hat in der Mittelnische eine Madonna und über dem Gebälk die Figuren der Heiligen Florian und Antonius von Padua. Zur weiteren Ausstattung der Kirche gehören eine klassizistische Hängelkanzel von 1806 und spätbarocke Kreuzwegbilder.